# Bojc
Bojc je priimek v Sloveniji, ki ga je po podatkih Statističnega urada Republike Slovenije na dan 1. januarja 2010 uporabljalo 195 oseb in je med vsemi priimki po pogostosti uporabe uvrščen na 2.206. mesto.

## Znani nosilci priimka
- Etbin Bojc (1906—1975), profesor, publicist
- Franja Bojc Bidovec (1913—1985), zdravnica
- Janez & Andreja Bojc in Jasmina Bojc Košorog, lončarji (Ribnica: Lončarstvo Bojc)
- Janez Bojc, živilski gospodarstvenik
- Majda Bojc (1922—2011), politična delavka, založnica?
- Maša Bojc, plesalka/igralka
- Pavle Bojc (1921—1997), politik in diplomat
- Ruša Bojc (1911—1981), igralka
- Saša Bojc, novinarka (mdr. o arhitekturi)
- Vilko Bojc (1907—1973), novinar, publicist